# Stefano Calabrese
Stefano Calabrese, noto anche con il soprannome di Stinga, (Ancona, 4 settembre 1969) è un compositore, attore e paroliere italiano.

## Biografia e attività musicale
Stefano Calabrese è un autore italiano di musiche e testi che opera in particolare nell'ambito della musica per il teatro e della musica per l'infanzia, ma anche nella canzone d’autore. 
Dall'età di 12 anni intraprende gli studi di pianoforte. Ha scritto i suoi primi brani a partite dal 1987 per animare i momenti di aggregazione nell’ambiente scoutistico e fino ad oggi vanta un repertorio Siae di più di cento opere musicali.
Ha conseguito la laurea in Giurisprudenza con una tesi sul Diritto d’Autore: “Contratti di edizione musicale e di produzione discografica”. Ha ottenuto anche il titolo di avvocato, ma non ha mai esercitato la professione. 
Nel 2000 realizza il suo primo album autoprodotto Tutta una commedia, di cui è anche interprete. Tra i brani in esso contenuti ricordiamo Il cerchio blu, Laika e Canzone senza R, quest'ultimo è un lipogramma in R nel cui testo particolarmente originale, non sono presenti parole con la lettera R.
Del 2002 è la sua prima produzione in qualità di solo autore: Il colore inventato, un CD interpretato dal Coro di voci bianche "A.Orlandini" di Ancona diretto da Laura Ricciotti, contenente dieci canzoni per ragazzi, tra cui I racconti di Rama e Itaca dorme. Il coro ha presentato alcune di queste canzoni nella trasmissione Melevisione di Raitre. 
Nel 2005 inizia la sua attività di autore di Commedie musicali e scrive le musiche e le liriche di Pirati e Pirati, portato in scena dalla Compagnia Step di Ancona, nelle stagioni 2005/2006 e 2012/2013. La sceneggiatura e la regia sono di Alberto Manini.
Nel 2006 è autore della traccia musicale del cortometraggio Dieci minuti di ritardo . 
Nel 2007 scrive, per la Compagnia dei Centrini, le musiche e le liriche di Streghe, un musical magico, in collaborazione con Roberta Faccani, in quegli anni voce dei Matia Bazar. Il soggetto e la sceneggiatura di questo Musical sono rispettivamente di Giacomo del Vecchio e Gianfranco Vergoni, già autore di altri Musical della Compagnia della Rancia diretta da Saverio Marconi.
Nel 2008 partecipa come autore di tre brani (Il gelso, Verso l'universo ed È il cuore) allo Spiritual Festival prodotto da Astralmusic. 
Nel 2012 firma la colonna sonora del cortometraggio Les Fleurs.
Tra il 2011 e il 2013 ha composto le musiche e le liriche dell'opera folk Animali della fattoria, che ha debuttato nel 2015. Un musical ispirato all'allegoria contenuta ne La fattoria degli animali di George Orwell e portato in scena di nuovo dalla Compagnia Step di Ancona con la sceneggiatura e la regia di Alberto Manini.
Nell'aprile 2017 viene pubblicato in rete e nei social network il videoclip del suo brano Momenti cantato da Ilaria Pacenti, con la regia di Raffaele Filippetti. In pochi giorni riceve su Facebook migliaia di visualizzazioni. 
Sempre nel 2017, con uno spettacolo dal vivo intitolato Prima che il tempo ci stinga, per l'anniversario dei trent’anni di attività autoriale, riunisce tutti gli interpreti dei suoi brani musicali dal 1987 in avanti. Alcuni di essi erano i bambini nel frattempo diventati adulti.

## Cinema e televisione
Stefano Calabrese è attivo anche come attore. La sua formazione parte nel 1990 dal Minimo Teatro di Macerata fino ad approdare nel 2000 al Teatro Stabile delle Marche. 
Ha preso parte ad alcune produzioni sia nell’ambito televisivo che cinematografico.  
È tra i fondatori della New Village, associazione di produzione cinematografica indipendente, con cui è impegnato sia come autore che come attore nella realizzazione di cortometraggi diretti dal regista Raffaele Filippetti. Assume particolare rilevanza la serie di Piacere Ivo scritta e interpretata con l'attore Ettore Budano, diffusa anche tramite web. 
È autore del soggetto Allontanarsi dalla linea gialla, selezionato e menzionato nell'edizione 2020 di https://www.cineoff.it/selezione-ufficiale/,  Festival di Cinema Indipendente.

## Modi Anconetani e opere teatrali
Nel maggio 2016 pubblica il libro Modi anconetani edito dalla Guasco. Un'analisi ironica dei comportamenti e delle espressioni del popolo anconetano, raccolti con l’acutezza di un etnografo che parte e arriva nella città di Ancona. Il successo di migliaia di copie vendute soprattutto nel capoluogo marchigiano, e la cospicua affluenza di pubblico nelle esibizioni dal vivo dello stesso Stefano Calabrese (Modi anconetani Live), ha indotto l'autore alla scrittura del secondo volume Modi anconetani, il continuo uscito il 3 dicembre 2016.
Nel 2018 scrive con Ettore Budano una raccolta di dialoghi comici, dai contenuti tra il verosimile e l'assurdo . L'opera I dialoghi di Ettore e Stinga è portata in scena dagli stessi autori.
Nel 2019 cura l'adattamento del romanzo Heidi di Johanna Spyri per voci recitanti e banda musicale, con le musiche tratte dalla colonna sonora della celebre serie animata, scritte dal compositore tedesco Gert Wilden.
Il 26 settembre 2021, anche grazie ad alcuni spunti presi durante la pandemia, torna a far sorridere con Modi anconetani, il tre edito sempre dalla Guasco.
Nel corso del 2022 l’omonimo spettacolo Modi Anconetani riconquista il pubblico dei teatri non solo della città dorica. 
Nel dicembre 2023 i tre volumi vengono raccolti e riorganizzati, insieme a numerosi inediti, nel volume unico Modi Anconetani, l’opera completa e aggiornata (ed. Guasco).

## Discografia
- Tutta una commedia (2000) Interprete: Stinga.
- Il colore inventato  (2002) Interprete: Coro A.Orlandini.
- Pirati e Pirati, il musical  (2005) Interprete: Compagnia Step.
- Streghe, un musical magico  (2007) Interprete: Compagnia dei Centrini - Ed. Jois.
- Spiritual Festival - Il gelso  (2008) Interpreti vari (compilation) - Ed. Jois.
- Viaggiando con le note intorno al mondo (2008) Progetto didattico per scuole elementari - Ed. Jois.
- Il dono degli altri (2014) Progetto didattico per scuole elementari.
- Animali della fattoria, il musical  (2015) Interprete: Compagnia Step.

## Filmografia
- Prova a volare, 2007, Luce.
- I Cesaroni 2, 2008, Mediaset.
- Piper (miniserie televisiva), 2009, Mediaset.
- Un medico in famiglia 6, 2009, RaiUno.
- Notte prima degli esami '82, 2011, RaiUno.
- Che Dio ci aiuti, 2011, RaiUno.
- La leggenda di Bob Wind, 2016, Guasco.
- La spiaggia dei gabbiani, 2023, Guasco.

## Filmografia New Village
- 1,2,3, bum (2000)
- Per pura combinazione  (2000)
- Effetti collaterali  (2000)
- La scatola (2001)
- Pesci di peluche  (2001)
- Tutto suo padre  (2001)
- Salotto Sancarli (2003)
- Il whiskey lasciatelo  (2005)
- Piacere Ivo  (2006)
- Dieci minuti di ritardo (2006)
- Black Jack, dietro gli accordi (2007)
- Un caso di policitemia (2010)
- Piacere Ivo 2 (2010)
- Piacere Ivo in Pillole - Dal Corniciaio (2011)
- Piacere Ivo in Pillole - In sala d'aspetto (con Berti) (2012)
- Les fleurs (2012)
- Piacere Ivo in Pillole  - Dall'avvocato (2013)
- Videoclip promozionale del gruppo musicale "Club Tropez" (2015)
- Videoclip del brano "Porta gente nel locale" dei "The Franco Funky" (2015)
- Piacere Ivo "Opera Omnia" (2016)
- Il parcheggio (2019)